# Advocates for Self-Government

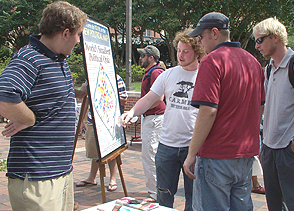
Członkowie organizacji prezentują Nolan Chart podczas akcji Operation Politically Homeless na Auburn University.

Advocates for Self-Government – amerykańska, libertariańska organizacja non-profit o profilu edukacyjnym. Została założona w 1985 przez Marshalla Fritza. Aktualnym prezesem organizacji jest Sharon Harris.
Misją organizacji jest „przyciągać i zainteresować ludzi do zrozumienia libertariańskich zasad oraz wzmacniać pozycję libertarian by mogli z pełnym sukcesem szerzyć te idee”. Organizuje ona wiele szkoleń czy programów edukacyjnych. Jest ona przede wszystkim znana ze spopularyzowania World's Smallest Political Quiz, który został zaprojektowany przez Marshalla Fritza.
Advocates for Self-Government tworzy listę znanych osób, które oficjalnie zadeklarowały się jako libertarianie, a także libertariańskich stron internetowych czy organizacji.